# Museo d'arte figurativa contemporanea
Il Museo d'arte figurativa contemporanea è un museo della città italiana di Potenza.

## Il museo
Il museo, iniziativa dell'artista Nino Tricarico e della sua associazione Il Museo e la Città, è attivo dal 22 febbraio 2006 nella stessa città potentina. Si basa sull'arte degli ultimi tre decenni del XX secolo. Le opere presenti al suo interno sono 414 (di questi: 182 dipinti, 115 disegni ed acquerelli, 26 sculture e 91 opere grafiche), vi sono raffigurate creazioni di un totale di 180 artisti, tra i quali Joan Mirò, Pablo Picasso, Eduard Pignon, José Ortega, Guillelm Beverloo Corneille, Henry Goetz, Antonietta Mafai Rafael, Hans Hartung, Ciau Cin e Kubota. Vi è anche un archivio di documenti di artisti che hanno vissuto in regione. Le opere presenti sono state schedate e catalogate tramite strumenti informatici, seguendo le regole della normativa OA. Per visitare il museo, si prenota con una telefonata.